# ザ・フェイスレス
ザ・フェイスレス(The Faceless)は2004年に結成されたアメリカ合衆国カリフォルニア州エンシノ出身のデスメタルバンドである。2009年のEXTREME THE DOJO Vol.22にて来日を果たした。

## メンバー

### 現在
- マイケル・マシーン・キーン (Michael "Machine" Keene) – ギター、ボーカル (2004  - )
- ジャスティン・マッキニー (Justin McKinney) - ギター (2015 - )
- ブランドン・ギフィン (Brandon Giffin) – ベース (2004 - 2010, 2015 - )

### 元メンバー
- ミッキー・ドミンゴ (Mickey Domingo) - ボーカル (2004)
- ジェフ・ヴェンティミーリア (Jeff Ventimiglia) - ボーカル (2004 - 2005)
- デレク・リドクイスト (Derek "Demon Carcass" Rydquist) - ボーカル (2006 - 2011)
- ジェフリー・フィッコ (Geoffrey Ficco) - ボーカル (2011 - 2014)
- スティーヴ・ジョーンズ (Steve Jones) – ギター (2004 - 2012)
- ウェス・ハウク (Wes Hauch) - ギター (2012 - 2014)
- ジャレド・ランダー (Jared Lander) - ベース (2010 - 2011)
- エヴァン・ブリューワー (Evan Brewer) - ベース (2011 - 2014)
- エリオット・セラーズ (Elliott Sellers) - ドラムス (2004)
- ザック・グラハム (Zach Graham) - ドラムス、バックボーカル (2004)
- ブレット・バドーフ (Brett Batdorf) - ドラムス (2004 - 2006)
- ニック・ピアス (Nick Pierce) - ドラムス (2006)
- ライル・クーパー (Lyle Cooper) - ドラムス (2007 - 2013)
- アレックス・ルディンガー (Alex Rüdinger) – ドラムス (2013 - 2014)

## ディスコグラフィー

### スタジオ・アルバム
- Akeldama (2006)
- Planetary Duality (2008)
- Autotheism (2012)
- In Becoming A Ghost (2017)